# Kungshögen, Högs socken
Kungshögen i Högs socken i Hälsingland är en så kallad kungshög, alltså en hög med en diameter på minst 30 meter.
Gravhögen är en del av en miljö med flera storhögar daterade till att ha börjat anläggas under romersk järnålder. I området finns tre bevarade storhögar (RAÄ 49:1, 50:1, 57:1). Två högar ligger öster om kyrkan och benämndes tidigare båda Kungshögarna. Den största högen är belägen nära prästgården på östra sidan och det är denna som har namnet Kungshögen (RAÄ 49:1). Högen är undersökt och blev då daterad till 200-talet e.Kr. (Modén 1937). Graven var byggd i flera etapper och har flera begravda personer. Dateringen avser primärgraven alltså den äldsta begravningen i högen. Gravhög (RAÄ 50:1) strax intill landsvägen är oundersökt. I Hornåns närhet finns ytterligare en storhög som fått benämningen Tegelhögen (RAÄ 57:1). Den är också undersökt och kunde daterats till slutet av 300-talet e.Kr. Både gravarna har daterats med hjälp av fyndmaterialet i gravarna. - Vid Tegelhögen hittades 1872 en romersk vinskopa av brons och dessutom en järnyxa (RAÄ 117:1).
Tre gravklot får anses kunna knytas till högarna. Två finns inmurade i kyrkans långvägg på södra sidan och det tredje gravklotet ligger vid samma vägg (RAÄ 48:1-3). - Två runstenar, Hälsinglands runinskrifter 11 och Hälsinglands runinskrifter 12. Den södra stenen, Hs 11 (RAÄ 47:2), har inskriptionen ”Vifast lät resa denna sten efter Udde, sin fader. Gud hjälpe hans själ. De ristade runorna, Alver och Brand”. Stenen är ristad med långkvistrunor. Runslingan på den norra stenen Hs 12 (RAÄ 47:1) lyder: ”Gudnjut, Toras (?)(ev. Truson), lät resa denna sten och gjorde bron efter sina bröder Åsbjörn och efter Gudlev”. Stenen är ristad med stavlösa runor så kallade hälsingerunor. De båda runstenarna står intill en trappa som leder upp till kyrkogården, alltså inte på sina ursprungliga platser.

## Beskrivning av lämningen
Högen undersöktes och rekonstruerades 1936 och har efter undersökningen 29 meters diameter och 5 m höjd. Högen har något avplanad topp. Vid undersökningen 1936 hittades en skelettgrav och fyra brandgravar. Primärgravens kärnröse var helt runt och hade en vällagd kantkedja. Röset täcktes efter gravsättningen av ett torvlager. I samband med att sekundära gravar placerats ovanpå graven med kärnröset byggdes graven på och blev betydligt större. Primärgraven bestod av en skelettgrav vars gravrum var en enkel träkonstruktion. I graven hade den gravlagde, en man  utrustats med en sköld, ett spjut och en kniv. Graven daterades med hjälp av föremålen till 200-talet e.Kr.
I gravanläggningen fanns dessutom fyra brandgravar. En brandgrav utgjordes av brända ben av får eller get som låg i en grop under kärnröset och har tillkommit i samband med primärgraven. De övriga brandgravarna lämnade fynd av brända och tvättade människoben. I brandgraven ovanpå kärnröset fanns ben av människa och hund samt gravgåvor i form av en kam med tillhörande fodral, skifferbryne och fragment av järn. I en annan grav låg en ung flicka som fått med sig en sländtrissa av ben, två nålar och en kam. Gravläggningen med flickan var i nära anslutning till skelettgraven och den har tolkats vara anlagd samtidigt med denna. Även fynden från flickans grav visar mot en datering till 200-talet e.Kr. Den fjärde av brandgravarna fanns i påbyggda delen av högen. Det var en enkel grav där de brända och tvättade benen hade lagts i ett näverpaket. I högen påträffades även slagg som en analys visat vara smidesslagg, bland annat en  smidesskålla.